# Prelios
Prelios (do 2010 Pirelli & C. Real Estate) to włoskie przedsiębiorstwo deweloperskie oraz zarządzające nieruchomościami, które jest spółką córką firmy Pirelli. Łączny majątek przedsiębiorstwoa na koniec 2006 wyniósł 14,5 mld euro.

## Akcjonariusze
Dane z 11 stycznia 2011:
- Marco Tronchetti Provera – 14,814%:
- Assicurazioni Generali S.p.A. – 3,122%
- Edizione S.r.l. – 2,699%
- Mediobanca S.p.A. – 2,606%
- Allianz SE – 2,555%
- Norges Bank – 2,071%